# Distretto di Lima
Il distretto di Lima (Lingua spagnola: Distrito de Lima) è un distretto del Perù che appartiene geograficamente e politicamente alla provincia e dipartimento di Lima.

## Geografia fisica
Confina a nord con il distretto di Rímac e con il distretto di San Martín de Porres; a sud con il distretto di La Victoria, distretto di Lince,  distretto di Jesús María,  distretto di Breña, distretto di Pueblo Libre, e con il distretto di San Miguel (Lima), e a est con il distretto di El Agustino; e a ovest con lei provincia costituzionale di Callao.

## Storia
Data di fondazione: 1821

## Società

### Evoluzione demografica
- Popolazione attuale: 289 855 abitanti (INEI 2005) di cui il 57% sono donne e il 43% uomini

### Religione
- Festività religiose

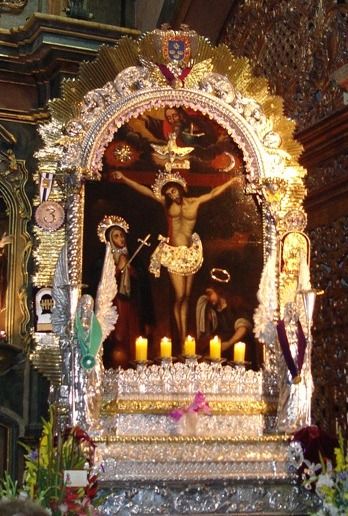
Señor de los Milagros

  - luglio: Beata Vergine Maria del Monte Carmelo
  - ottobre: Signore dei Miracoli

#### Scuole
- Liceo ginnasio statale Nuestra Señora de Guadalupe.
- Liceo ginnasio statale Mercedes Cabello de Carbonera.
- Liceo particulare San Andrés.

#### Università
Le università statali sono:
- Università nazionale Mayor di San Marcos
- Università nazionale Federico Villarreal

## Amministrazione
Per approfondire, vedi la categoria Sindaci di Lima.
Sindaco (2019-2022): Jorge Muñoz Wells